# Giuseppe Bianchi (storico)
Giuseppe Bianchi (Codroipo, 15 maggio 1789 – Udine, 17 febbraio 1868) è stato uno storico, abate e presbitero italiano.
Fu definito da Theodor Mommsen "uomo veramente dotto".

## Biografia
Dopo gli studi letterari, fu ordinato sacerdote e, nel novembre 1819, iniziò ad insegnare al Ginnasio di Udine. Nel 1835 gli viene conferita la carica di Prefetto del ginnasio comunale di Udine.
Cultore della lingua latina, pubblicò versi encomiastici, scrisse il poema Manes threnodia e curò la prefazione del Thesaurus Ecclesiae Aquileiensis.
Dedicò gran parte della propria vita a cercare, raccogliere e copiare documenti riguardanti la storia del Friuli.
Fu bibliotecario della Biblioteca comunale di Udine dal 1851 al 1866.
A lui è dedicata la scuola secondaria di primo grado di Codroipo (UD)

## Opere
- Del preteso soggiorno di Dante in Udine od in Tolmino durante il patriarcato di Pagano della Torre e documenti per la storia del Friuli dal 1317 al 1332. Giuseppe Bianchi prefetto del Ginnasio comunale di Udine, Nuova tipografia di Onofrio Turchetto, Udine, 1844.
- Documenti per la storia del Friuli dal 1317 al 1332, raccolti dall'ab. Giuseppe Bianchi prefetto del Ginnasio comunale di Udine, Nuova tipografia di Onofrio Turchetto, Udine, 1844-1845.
- Zaccaria Bricito (con prefazione di Giuseppe Bianchi), Thesaurus Ecclesiae Aquileiensis: opus saeculi 14. quod cum ad archiepiscopalem sedem nuper restitutam Zacharias Bricito primum accederet typis Mandari jussit civitas Utini, Tipografia Arciepiscopale Trombetti Murero, Udine, 1847.
- (con Giovanni Domenico Ongaro) Chronicon Spilimbergense: nunc primum in lucem editum, Nuova tipografia di Onofrio Turchetto, Udine, 1856.
- Manes threnodia, Tipografia Arciepiscopale, Udine, 1863.
- Indice dei documenti per la storia del Friuli dal 1200 al 1400 raccolti dall’abate Giuseppe Bianchi; pubblicati per cura del Municipio di Udine, Tipografia Jacob e Colmegna, Udine, 1877.